# Land- und Stadtgericht Kempen

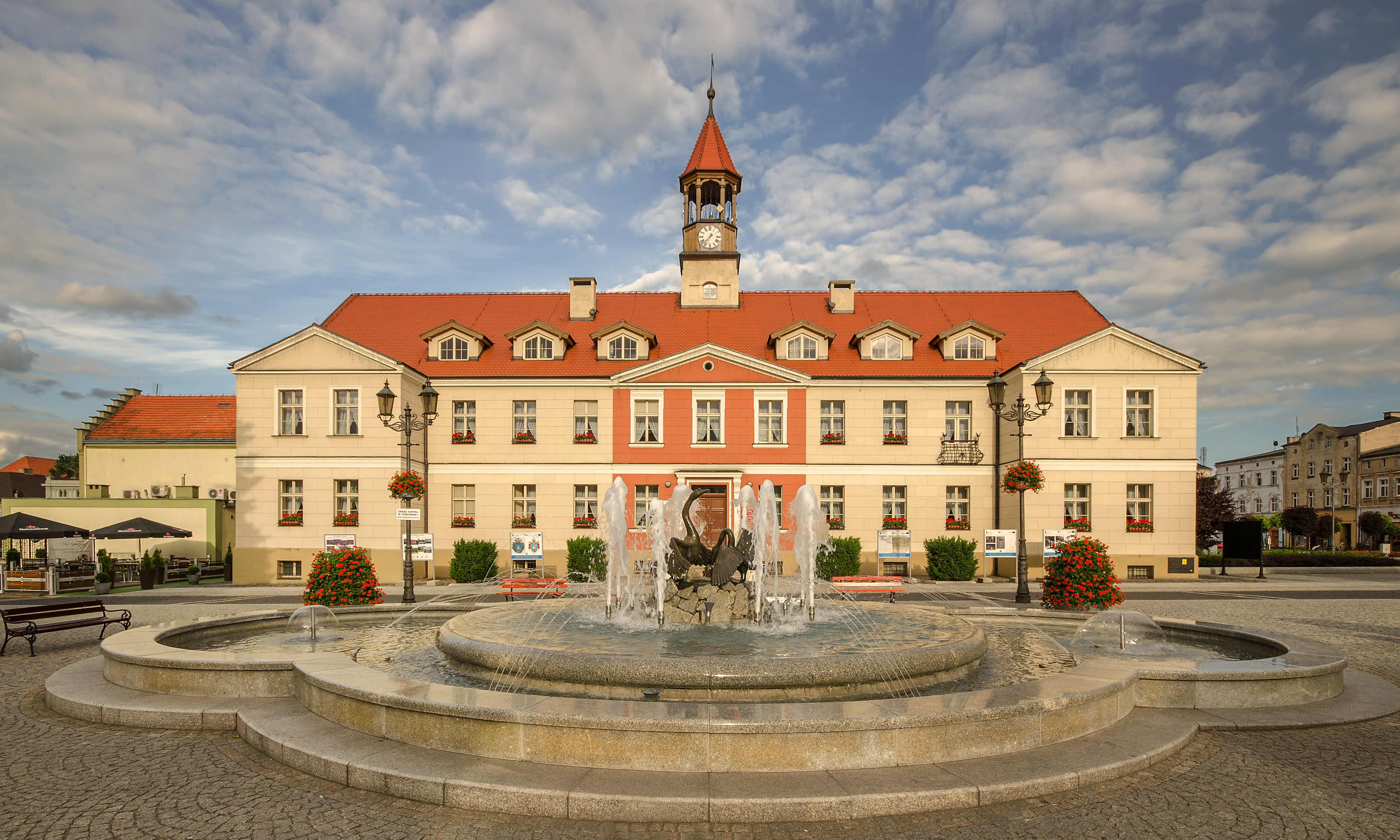
Rathaus vom Kempen, der Sitz der Gerichtes

Das Land- und Stadtgericht Kempen war von 1834 bis 1849 ein preußisches Land- und Stadtgericht mit Sitz in Kempen.

## Geschichte
Nach dem Ende der Franzosenzeit wurde die der französische Gerichtsorganisation entsprechende Gerichtsorganisation im Herzogtum Warschau 1815 zunächst von Preußen übernommen. Das Friedensgericht Kempen wurde fortgeführt und dem Landgericht Posen zugeordnet. 1834 wurde die Gerichtsorganisation geändert und einheitlich Land- und Stadtgerichte gebildet. In dem -nun verkleinerten- Sprengel des Oberlandesgerichtes Posen bestanden 20 dieser Gerichte, darunter das Land- und Stadtgericht Kempen. Auch das Friedensgericht Schildberg wurde aufgehoben und seine Aufgaben gingen an das neue Land- und Stadtgericht Kempen über.
Das Land- und Stadtgericht Kempen war für den Kreis Schildberg zuständig. Dazu gehörten die Städte Kempen mit 6393 Einwohnern (1838), Baranow mit 845 Einwohnern, Grabow mit 1387 Einwohnern, Mixstadt mit 1292 Einwohnern und Schildberg mit 2091 Einwohnern sowie 114 Dorfschaften mit 39.648 Einwohnern. Zusammen gab es damit 51.656 Gerichtseingesessene. In Schildberg wurden Gerichtstage abgehalten.
Am Gericht waren ein Direktor, acht Richter, elf Subalterne und sieben Unterbeamte beschäftigt. Es war damit ein Land- und Stadtgericht 1. Klasse. Diese wirkten bei wesentlichen Fällen als Kollegialorgan. Sitz des Gerichtes war das städtische Rathaus.
1849 wurden die Land- und Stadtgerichte aufgelöst und durch Kreisgerichte ersetzt. Damit entstand das Kreisgericht Kempen im Sprengel des Appellationsgerichts Posen.